# Аккулинський сільський округ
Аккули́нський сільський округ (каз. Аққулы ауылдық округі, рос. Аккулинский сельский округ) — адміністративна одиниця у складі Аккулинського району Павлодарської області Казахстану. Адміністративний центр та єдиний населений пункт — село Аккули.
Населення — 3014 осіб (2021; 2940 у 2009, 3605 у 1999, 4360 у 1989).
Станом на 1989 рік існувала Леб'яжинська сільська рада (села Леб'яже, Телевишка). До 2018 року округ називався Леб'яжинським.

## Склад
До складу округу входять такі населені пункти:
| Населений пункт | Старі назви   | Населення, осіб (1989) | Населення, осіб (1999) | Населення, осіб (2009) | Населення, осіб (2021) |
| --------------- | ------------- | ---------------------- | ---------------------- | ---------------------- | ---------------------- |
| Аккули, село    | Леб'яже, Акку | 4314                   | 3605                   | 2940                   | 3014                   |
| Телевишка, село | -             | 46                     | -                      | -                      | -                      |